# 최경회
최경회(崔慶會, 1532년~1593년 6월)는 조선 중기의 문신이자, 임진왜란 당시의 의병장이다. 본관은 해주(海州)이고, 고려 전기 해동공자 문헌공 최충의 후예(崔沖)이다. 자는 선우(善遇)이고 호는 삼계(三溪) 또는 일휴당(日休堂)이며 시호는 충의(忠毅)이다.
임진왜란이 터지자 의병을 모아 화순에서 창의하여 금산전투에 합세하여 고경명을 도왔으나 실패하였다. 고경명의 전사 후 남은 병력을 수습해 의병장에 추대되고, 금산과 무주에서 전주와 남원으로 이동하는 왜군을 격퇴했고, 다시 금산에서 퇴각하는 왜적을 추격하여 우지치에서 크게 격파하였다. 이어 진주성에서 왜군을 격퇴하는 1차 진주성 전투에서 승전하였다. 그러나 2차 진주성 전투에서 패하여 전사하였다. 
사후 이조판서에 추증되고 정려되었으며, 선무원종공신 1등에 녹훈되었다가 뒤에 좌찬성으로 추증되고 충의공의 시호를 받았다. 진주의 창렬사(彰烈祠)와 능주의 포충사(褒忠祠)에 제향되었다.

## 생애
1532년 전라도 능주(綾州)(現 전라남도 화순군)에서 해주 최씨 최천부(崔天符)의 아들로 태어났다. 송천 양응정(梁應鼎)에게 수학하고, 1557년, 기대승(奇大升)을 찾아가 사사(師事)하였다. 1561년 명종 16년 생원시에 합격하여 진사가 되었고, 1567년(선조 즉위년) 식년시 문과에 을과로 급제하였다.
벼슬은 성균관 전적을 시작으로 사헌부 감찰, 형조 좌랑에 이어 옥구, 장수, 무장의 현감을 역임하였다. 후처인 논개는 장수현감을 할 때, 논개의 숙부가 민며느리로 팔아버린 것을 논개의 어머니가 다시 찾아온 송사를 통해 알게 되었으며, 이들 모녀가 거처할 것이 없음을 말하자 관청에서 지내게 배려하였다. 이후 무장현감으로 임명될 때 이들을 데리고 갔다. 그는 이어 영암군수와 영해군수, 담양부사를 역임하였다.
1590년(선조 23년) 모친 평택임씨가 임종하여 상을 치우기 위해 벼슬을 내려 놓고 고향인 화순으로 낙향하였다. 1592년 모친의 삼년 상 기간 중 임진왜란이 발발하자, 큰 형 경운(慶雲)과 둘째 형 경장(慶長)과 함께 고을 사람들을 설득하여 화순 삼천리에 의병청을 설치하고 의병을 모집한다. 그는 각 고을에 격문을 띄워 500여명의 의병을 규합하고, 조카 최홍재로 하여금 고경명 장군의 휘하에 합류하여 왜군과 전투케 했다. 그러나 금산전투에서 고경명이 전사하자 그의 휘하였던 문홍헌 등의 남은 병력을 수습하여 합류함으로써, 의병장에 추대되었다.
금산과 무주에서 전주와 남원으로 진격하는 왜병과 싸웠고, 금산에서 퇴각하는 왜적을 추격하여 우지치에서 크게 격파하였다. 이로 인해 진주로 집결하는 일본군을 방어함으로써 진주 대첩을 가능하게 하였다. 최경회는 이 전공으로 이듬해 경상우도 병마절도사로 승진했다.
1593년 경상도병마절도사로 진주성에 주둔 중 6월 가토 기요마사 등이 다시 진주성을 공격해오자, 창의사 김천일(金千鎰), 충청도 병마절도사 황진(黃進), 복수의병장 고종후(高從厚) 등과 분전했으나 9일 만에 진주성이 함락되고 결국 남강에 투신 자살하였다. 당시 제2차 진주성 전투에서 성을 지키고 있던 지휘관과 병사를 비롯하여 양민들까지 대부분 전사하였다.
저작물로는 《고봉집》에 수록된 기대승 제문(奇大升 祭文) 등 몇 편이 전한다.

### 사후
이조판서(贈吏曹判書)가 추증되고, 정려(旌閭)를 받았다. 1605년(선조 38) 선무원종공신 1등에 책록되었다.
1753년 (영조 29) 충의(忠毅)라는 시호를 내리고 좌찬성에 추증 되었으며, 시호는 충의(忠毅)이다. 능주(화순)의 포충사(褒忠祠), 진주의 창열사(彰烈祠), 장수 월강사(月岡祠)에 배향되었다.

## 저작
- 기대승 제문(奇大升祭文)

## 가족 관계
- 증조부: 최혼(崔渾)
- 조부: 최윤범(崔尹範)
- 부친: 최천부(崔天符)
  - 형: 최경운(崔慶雲)
  - 형: 최경장(崔慶長)
  - 전배 : 정경부인 나주 김씨 (父 김원)
    - 장자 : 최홍기
    - 차남 : 최홍식
    - 장녀 : 최씨
      - 사위: 정돈 - 경주 정씨(옥계공파)

    - 차녀 : 최씨
      - 사위: 문홍추

  - 후배 : 정경부인 여흥 민씨
  - 측실(副室) : 의암부인(義巖夫人) 신안 주씨 - 논개(父 주달문)
    - 1남 : 최홍남

## 인간 관계
충청병마사 황진(黃進)과 1562년 유교 성리학 수학 시절 사형제(師兄弟) 관계를 맺었는데, 이후 1592년 임진왜란 때 사제(師弟) 황진과 함께 진주성 전투에서 전사하였다.

## 유적지
- 화순 최경회 사당 - 전라남도 화순군 화순읍 다지리 206-2, 전라남도 문화재자료 제64호 :: 조선 순조 때 세워졌다.